# Moncton Hawks
Moncton Hawks byl profesionální kanadský klub ledního hokeje, který sídlil v Monctonu v provincii Nový Brunšvik. V letech 1987–1994 působil v profesionální soutěži American Hockey League. Hawks ve své poslední sezóně v AHL skončily ve finále play-off. Své domácí zápasy odehrával v hale Moncton Coliseum s kapacitou 6 544 diváků. Klubové barvy byly modrá a bílá.
Klub byl během své existence farmou Winnipegu Jets.

## Umístění v jednotlivých sezonách
Stručný přehled
Zdroj: 
- 1987–1991: American Hockey League (Severní divize)
- 1991–1994: American Hockey League (Atlantická divize)

Jednotlivé ročníky
Zdroj: 
Legenda: Z - zápasy, V - výhry, VP - výhry v prodloužení, R - remízy, P - porážky, PP - porážky v prodloužení, VG - vstřelené góly, OG - obdržené góly, +/- - rozdíl skóre, B - body, fialové podbarvení - reorganizace, změna skupiny či soutěže
| USA / Kanada (1987 – 1994) |                         |        |    |    |    |    |    |    |     |     |     |    |        |             |
| Sezóny                     | Liga                    | Úroveň | Z  | V  | VP | R  | PP | P  | VG  | OG  | +/- | B  | Pozice | Play-off    |
| 1987/88                    | AHL (Severní divize)    | 2      | 80 | 27 | –  | 8  | 2  | 43 | 286 | 358 | -72 | 64 | 6.     | –           |
| 1988/89                    | AHL (Severní divize)    | 2      | 80 | 37 | –  | 9  | –  | 34 | 320 | 313 | +7  | 83 | 3.     | Semifinále  |
| 1989/90                    | AHL (Severní divize)    | 2      | 80 | 33 | –  | 5  | –  | 42 | 265 | 303 | -38 | 71 | 6.     | –           |
| 1990/91                    | AHL (Severní divize)    | 2      | 80 | 36 | –  | 12 | –  | 32 | 270 | 267 | +3  | 84 | 3.     | Semifinále  |
| 1991/92                    | AHL (Atlantická divize) | 2      | 80 | 32 | –  | 10 | –  | 38 | 285 | 299 | -14 | 74 | 4.     | Čtvrtfinále |
| 1992/93                    | AHL (Atlantická divize) | 2      | 80 | 31 | –  | 16 | –  | 33 | 292 | 306 | -14 | 78 | 4.     | Osmifinále  |
| 1993/94                    | AHL (Atlantická divize) | 2      | 80 | 37 | –  | 7  | –  | 36 | 310 | 303 | +7  | 81 | 3.     | Finále AHL  |